# Гай Семпроний Тудицан (консул 129 пр.н.е.)
Вижте пояснителната страница за други личности с името Тудицан.
Гай Семпроний Тудицан  (на латински: Gaius Sempronius Tuditanus) е политик и историк на Римската Република. Той е консул през 129 пр.н.е..
Произлиза от плебейския род Семпронии. Баща му Гай Семпроний Тудицан e сенатор и през 146 пр.н.е. в „комисията на десетте“ за новия ред на политиката в Гърция.
През 146 пр.н.е. младият Тудицан е офицер на Луций Мумий при неговата война в Гърция. През 145 пр.н.e. e квестор, през 132 пр.н.e. претор. През 129 пр.н.е. e консул с Маний Аквилий. Той се бие заедно с опитния военен трибун Децим Юний Брут Калаик срещу племената яподи, либурни и хистри в Илирия. Той получава за победата триумф.
Тудицан пише за държавното право „libri magistratuum“ в 13 книги, в които показва своята позиция в защита на оптиматите. Също пише за римската история от началото до 2 век пр.н.е.
Баща е на Семпрония, която се омъжва за Луций Хортензий и е майка на оратора Квинт Хортензий Хортал.